# Jan Stapiński
Jan Stapiński (ur. 21 grudnia 1867 w Jabłonicy Polskiej, zm. 17 lutego 1946 w Krośnie) – polski polityk, jeden z twórców i przywódców polskiego ruchu ludowego, publicysta, poseł do parlamentu austriackiego i na Sejm II RP.

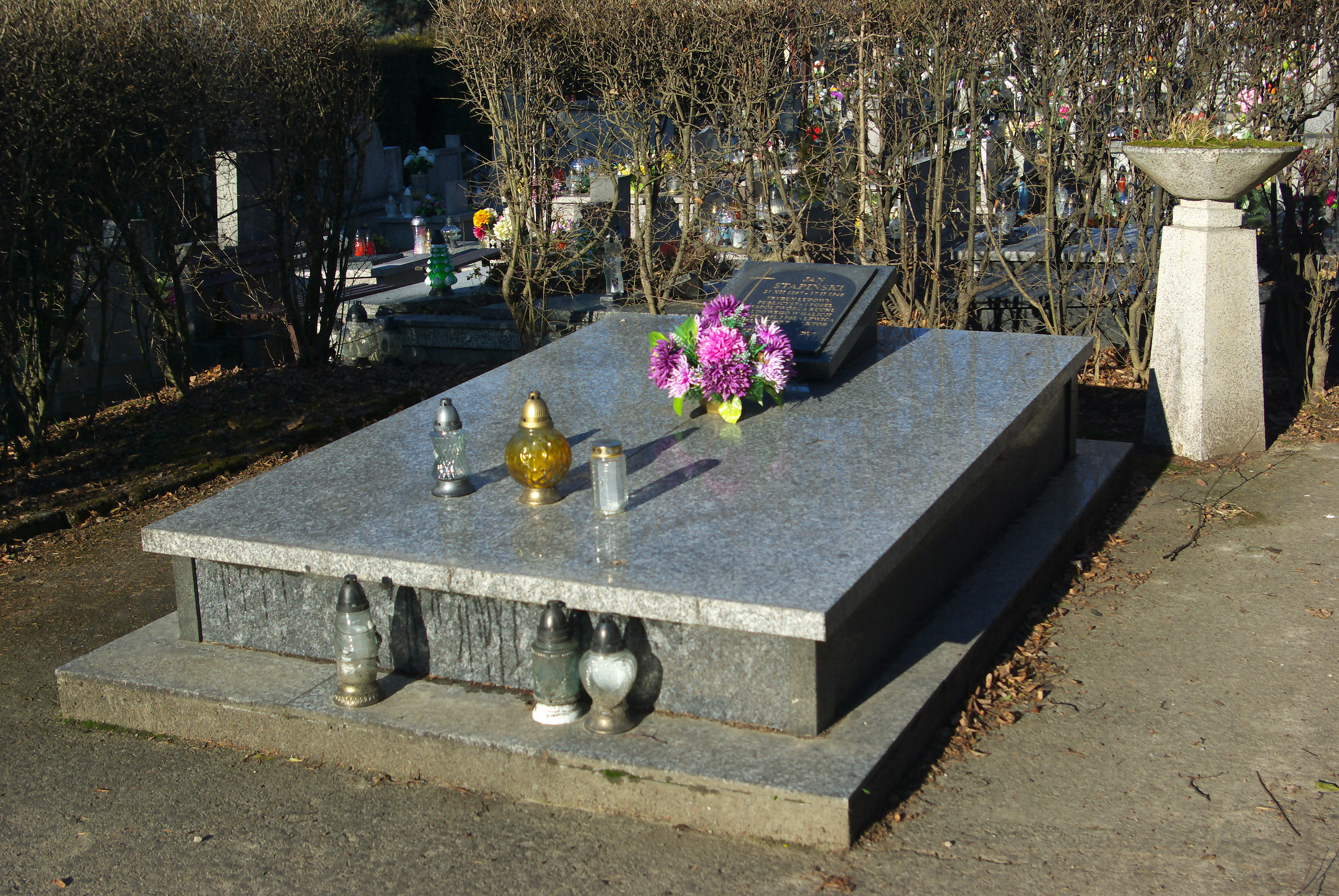
Nagrobek Jana Stapińskiego

## Życiorys
Urodził się 21 grudnia 1867 w Budzyniu we wsi Jabłonica Polska jako syn Wojciecha i Heleny z Kielarów. Pochodził z rodziny chłopskiej. Ojciec posiadał młyn i gospodarstwo rolne o powierzchni 7 morgów. 
Ukończył szkołę wiejską w Komborni, potem uczył się w szkole wydziałowej w Krośnie. Przejściowo przerwał naukę z powodu choroby oczu. Za namową ks. Szymona Zuzaka kontynuował kształcenie. Kształcił się w C. K. Gimnazjum w Przemyślu (I klasa w 1881), następnie w C. K. Gimnazjum w Sanoku (w klasach IV i V w latach 1883–1885; katechetą był tam ks. Zuzak), a potem w  C. K. Gimnazjum w Jaśle (klasy VI–VIII w latach 1885–1889 i egzamin dojrzałości). Studiował przez cztery semestry na Wydziale Prawa Uniwersytetu Franciszkańskiego we Lwowie. Został członkiem założonej w czerwcu 1890 w Tarnowie tajnej organizacji szkolno-akademickiej pod nazwą Liga Narodowa (wraz z nim m.in. Stanisław Augustyński, Wacław Borzemski, Bolesław Gawiński), za co przeciw niemu było prowadzone śledztwo władz austriackich i był zagrożony aresztowaniem. Po jego uwięzieniu 24 czerwca 1891 wniesiono akt oskarżenia przed trybunałem orzekającym we Lwowie przeciw niemu i towarzyszom, czemu Jan Stapiński wraz z towarzyszami zaprzeczył.
Sekretarz pierwszego Włościańskiego Komitetu Wyborczego w Jaśle (1888), współzałożyciel Ludowego Towarzystwa Zaliczkowego i Ochrony Własności Rolnej w Wadowicach (1889), sekretarz Towarzystwa Przyjaciół Oświaty we Lwowie (1889). Był współredaktorem „Kuriera Lwowskiego” (1894–1903), wydawcą „Gazety Powszechnej” w Krakowie (1909–1910) i autorem wielu broszur. Członek korespondent Towarzystwa Muzeum Narodowego Polskiego w Rapperswilu od 1898.
Działacz ruchu ludowego w Galicji. W 1895 był jednym z założycieli Stronnictwa Ludowego, którego sekretarzem został w 1901. W latach 1908–1913 był prezesem tej partii, działającej już jako Polskie Stronnictwo Ludowe. Przed 1914 został napadnięty i pobity przez chłopów w Kielanowicach.
Od 1902 był redaktorem naczelnym pisma „Przyjaciel Ludu”. Jego osobistym sekretarzem był Fryderyk Krasicki. W latach 1898–1900 i 1907–1918 zasiadał w parlamencie austriackim w Wiedniu. Był wiceprezesem Koła Polskiego w austriackiej Radzie Państwa. W 1913 stanął na czele rozłamowego stronnictwa PSL Lewica, którym był do końca istnienia tej partii (1924). Po jej przekształceniu był do 1925 wiceprezesem, a następnie prezesem nowego ugrupowania Związek Chłopski, które w 1926 współtworzyło partię Stronnictwo Chłopskie. Jan Stapiński był jego wiceprezesem. W 1928, po opuszczeniu SCh, reaktywował ZCh jako formację prosanacyjną i ponownie stanął na jego czele. W 1931 uległa ona rozwiązaniu, tworząc chłopską frakcję w Bezpartyjnym Bloku Współpracy z Rządem.
Był zastępcą naczelnika wydziału górnictwa Polskiej Komisji Likwidacyjnej w 1918.
W latach 1919–1922 i 1928–1930 był posłem na Sejm II Rzeczypospolitej (na Sejm Ustawodawczy – wybrany został w okręgu wyborczym nr 41 obejmującym Jasło, Krosno i Sanok – oraz na Sejm II kadencji). Poparł przewrót majowy w 1926 i został zwolennikiem sanacji (w 1928 został posłem w okręgu wyborczym nr 48 z listy Związku Chłopskiego, po czym przystąpił do klubu BBWR). W 1934 wycofał się z życia politycznego.
We wrześniu 1910 otrzymał tytuł obywatelstwa honorowego miasta Łańcut. 11 listopada 1937 został odznaczony Krzyżem Oficerskim Orderu Odrodzenia Polski.
Po zakończeniu II wojny światowej, zamieszkując w Haczowie, w 1945 był nakłaniany przez małopolskich działaczy Stronnictwa Ludowego do zaangażowania się na rzecz tej partii, powtórnego wydawania „Przyjaciela Ludu” oraz do wydania apelu do mas chłopskich o poparcie SL, co nie zostało zrealizowane. Przed śmiercią nawrócił się na wiarę katolicką. Zmarł 17 lutego 1946 w Krośnie i został tam pochowany na miejscowym cmentarzu komunalnym.

## Upamiętnienie
Został patronem ulic w Białej Podlaskiej, Sanoku i Krośnie. Z inicjatywy Józefa Putka w 1946 z okazji pięćdziesiątej rocznicy Ruchu Ludowego, wydana została seria znaczków pocztowych, m.in. z podobizną Jana Stapińskiego. 21 kwietnia 1985 szkole podstawowej w Długiem nadano patronat Jana Stapińskiego.